# キム・ステレルニー
キム・ステレルニー（Kim Sterelny）は1950年生まれの哲学者。シドニー大学でPh. Dを取得。現在はオーストラリア国立大学とヴィクトリア大学ウェリントンで半年ずつ教鞭を取っている。生物学の哲学や心の哲学を専門とし、著書『敵対的世界での思考--認知の進化』は2004年にラカトシュ賞を受賞した。2008年にはジャン・ニコ賞を受賞し、The Fate of the Third Chimpanzeeというタイトルで講演を行っている。関心対象は非常に広く、近年では（人間を含む）生物進化全般に渡って数多くの著作と論文を発表し続けてきている。有名なものとしては、選択の単位論争におけるフィリップ・キッチャーとの共著による"The return of the gene" (The Journal of Philosophy, 85: 339-360, 1988)、心の進化（Thought in a Hostile Worldなど）、ニッチ構築を巡る議論などがある。Thought in a Hostile Worldでも、足場作り（scaffolding）に基づくニッチ構築により、人間の認知が進化したと論じられている。

## 著書
- The Representational Theory of Mind: An Introduction. Wiley-Blackwell, 1991.
- (with Michael Devitt) Language and Reality - 2nd Edition: An Introduction to the Philosophy of Language. The MIT Press, 1999 (1st Edition, 1989).
- (with Paul Griffiths) Sex and Death: An Introduction to Philosophy of Biology. The University of Chicago Press, 1999.

『セックス・アンド・デス—生物学の哲学への招待』太田紘史、大塚淳、田中泉吏、中尾央、西村正秀訳、春秋社、2009.
- Dawkins vs. Gould: Survival of the Fittest. Totem Books, 2001.

『ドーキンス VS グールド』（文庫版:ちくま学芸文庫 2004年）
- The Evolution of Agency and Other Essays. Cambridge University Press, 2001.
- Thought in a Hostile World: The Evolution of Human Cognition. Blackwell, 2003.
- (edited with Julie Fitness) From Mating to Mentality: Evaluating Evolutionary Psychology. Psychology Press, 2003.
- (with James Maclaurin) What Is Biodiversity? The University of Chicago Press, 2008.

### 共著
- Richard Dawkins: How a Scientist Changed the Way We Think（ステレルニーによるエッセイを含んでいる）